# إيرين دان
إيرين دان (بالإنجليزية: Irene Dunne)‏ (و. 1898 – 1990 م) هي ممثلة أفلام، وممثلة مسرحية، وممثلة تلفزيونية أمريكية، ولدت في لويفيل، كنتاكي، كانت عضوةً في الحزب الجمهوري، توفيت في لوس أنجلوس، عن عمر يناهز 92 عاماً، بسبب نوبة قلبية، وشلل القلب.

## مسيرتها المهني
تحولت آيرين إلى المسرح الموسيقي، بعد إضافتها لـ«حرف الإي» إلى لقبها. قامت بجولة في العديد من مدن المقاطعات عاميّ 1921-1922 لاعبةً الدور الرئيسي في المسرحية الشعبية آيرين، وذلك قبل ظهورها لأول مرة في برودواي عام 1922 في عرض ذا كلينجينج فاين من بطولة زيلدا سيرز. في العام التالي، لعبت دان دورًا لمدة موسم في أوبرا كوميدية خفيفة في أتلانتا بولاية جورجيا، لكنَّها لم تحقق حسب تعبيرها «ضجة كبيرة». في 16 يوليو 1927، تزوجت دان من فرانسيس جريفين، وهو طبيب أسنان من نيويورك، كانت قد التقت به عام 1924 في عشاء راقص في نيويورك. رغم اختلافهما في الآراء والمعارك التي احتدمت بشراسة بينهما، وافقت دان في النهاية على الزواج منه. انتقلت دان في وقت لاحق إلى هوليوود مع والدتها وشقيقها وحافظت على علاقة زواج عن بعد مع زوجها في نيويورك حتى التحق بها في كاليفورنيا عام 1936.
بحلول عام 1929، كان لديها مسيرة مهنية ناجحة في لعب الأدوار الرئيسية في برودواي. كان حصول دنّ على دور ماغنوليا هوكس في عرض شو بوت لجيروم كيرن وأوسكار هامرستاين الثاني نتيجةً للقاء حدث صدفة في مصعد مع منظم العروض فلورنز زيغفيلد في اليوم الذي عادت فيه من شهر عسلها. اكتشفتها هوليوود عندما قامت ببطولة مع شركة رود صاحبة عرض شو بوت عام 1929. وقعت عقدًا مع آر كيه أو بيكتشرز وظهرت في فيلمها الأول ليذر نيكينج (1930)، وهو النسخة السينمائي للعرض الموسيقي بريزينت آرمز. كونها في الثلاثينيات من عمرها بالفعل عندما قدمت أول فيلم لها، كانت في منافسة مع الممثلات الأصغر سنا للحصول على أدوار، ووجدت أنه من المفيد التهرب من الأسئلة التي قد تكشف عن عمرها. شجع وكلاء دعايتها الاعتقاد بأنها ولدت عام 1901 أو 1904، والأول هو التاريخ المحفور على قبرها.
خلال ثلاثينيات وأربعينيات القرن العشرين، ازدهرت دن لتكون بطلة شهيرة على الشاشة الفضية في أفلام مثل فيلم باك ستريت الأصليّ (1932)، و فيلم ماجنيفيسنت أوبسيشن الأصليّ (1935)، وأعادت لعب دورها ماغنوليا في فيلم شو بوت (1936)، الذي أخرجه جيمس وايل، وفيلم لاف أفيير (علاقة حب)(1939)، وهو الأول بين ثلاثة أفلام قدمتها مع  شارل بواييه. قامت ببطولة وغنت أغنية «سموك جيتس إن يور آيز» في النسخة السينمائية لفريد أستير وجنجر روجرز من العرض الموسيقي روبرتا (1935).
كانت دان متخوفة إزاء محاولتها الكوميدية الأولى في دور الشخصية الرئيسية في فيلم  تيودورا جِت وايلد (1939)، لكنها اكتشفت أنها استمتعت به. حصلت على ترشيحها الثاني لجائزة أفضل ممثلة أوسكار عن أدائها. إذ تبين أنها تمتلك استعدادًا لتمثيل الكوميديا، مع ميل للجمع بين الأناقة والجنون، وهي سمة أظهرتها في أفلام مثل ذي أوفول تروث (الحقيقة البشعة) (1937)،  وماي فيفورِت وايف (1940) ، وفي كليهما شاركها البطولة كاري غرانت. تشمل الأدوار الأخرى جولي غاردينر آدمز من فيلم بيني سيريناد (1941)، مشاركةً البطولة مرة أخرى مع غرانت، وفيلم آنا أند ذا كينج أوف سيام ( آنا وملك سيام) (1946) في دور آنا ليونوينز، ودور لافينيا داي في فيلم لايف ويذ فاذر (1947)، ومارتا هانسون في فيلم  آي ريميمبر ماما (1948). في فيلم ذا مَد لارك (1950)، كان لا يمكن التعرف عليها تقريبًا تحت المكياج الثقيل في دور الملكة فيكتوريا.
كان الفيلم الكوميديّ إت جروز اون ترييز (1952) آخر أداء لدان على الشاشة، رغم بحثها المستمر عن نصوص سينمائية مناسبة لعدة سنوات بعد ذلك. في العام التالي، كانت صاحبة العرض الافتتاحي لعرض مارش أوف دايمز عام 1953 في مدينة نيويورك. أثناء وجودها في المدينة، ظهرت كضيف غامض في برنامج وات إز ماي لاين؟ كما قدمت عروضًا تلفزيونية على مسرح فورد، ومسرح جنرال إلكتريك، وشيلتز بلاي هاوس أوف ستارز، مستمرةً بالعمل حتى عام 1962.
في 1952-1953، لعبت دان دور المحررة الصحيفة سوزان أرمسترونج في البرنامج الإذاعي برايت ستار. شاركها أيضًا في هذه الدراما الكوميدية واسعة الإنتشار والتي كانت تُعرض لمدة 30 دقيقة فريد ماكموراي.
كتب جيمس مكورت واصفًا مسيرتها الشاذة عام 1980، «تبدو آيرين دان أكثر من مجرد نجمة سينمائية أو أقل من ذلك أو غيره.» علقت دان في مقابلة معها بأنها كانت تفتقر إلى «الطموح المرعب» الذي كان لدى بعض الممثلات الأخريات وقالت: «لقد انجرفت إلى التمثيل وانجرفت. ليس التمثيل كل شيء. بل الحياة».

## التعليم
تعلمت في Chicago Musical College ‏.

## جوائز وترشيحات
حصلت على جوائز منها:
جوائز
- مركز كينيدي الثقافي

ترشيحات
- جائزة الأوسكار لأفضل ممثلة (1936)
- جائزة الأوسكار لأفضل ممثلة، عن عمل: الحقيقة البشعة (1936)
- جائزة الأوسكار لأفضل ممثلة، عن عمل: سيمارون (1936)
- جائزة الأوسكار لأفضل ممثلة، عن عمل: علاقة حب (1936)

ترشحت لـ:
- جائزة الأوسكار لأفضل ممثلة، عن عمل: Theodora Goes Wild [الإنجليزية]‏ (1936)
- جائزة الأوسكار لأفضل ممثلة، عن عمل: علاقة حب
- جائزة الأوسكار لأفضل ممثلة، عن عمل: الحقيقة البشعة
- جائزة الأوسكار لأفضل ممثلة، عن عمل: سيمارون
- جائزة الأوسكار لأفضل ممثلة، عن عمل: I Remember Mama (film) [الإنجليزية]‏.

## وصلات خارجية
- إيرين دان على موقع IMDb (الإنجليزية)
- إيرين دان على موقع الموسوعة البريطانية (الإنجليزية)
- إيرين دان على موقع روتن توميتوز (الإنجليزية)
- إيرين دان على موقع مونزينجر (الألمانية)
- إيرين دان على موقع ألو سيني (الفرنسية)
- إيرين دان على موقع ميوزك برينز (الإنجليزية)
- إيرين دان على موقع تيرنر كلاسيك موفيز (الإنجليزية)
- إيرين دان على موقع أول موفي (الإنجليزية)
- إيرين دان على موقع قاعدة بيانات برودواي على الإنترنت (الإنجليزية)
- إيرين دان على موقع قاعدة بيانات الأفلام السويدية (السويدية)